# Авателе
Авателе (англ. Avatele) — деревня, расположенная в юго-западной части острова Ниуэ (владение Новой Зеландии) на юге Тихого океана. Является административным центром одноимённого округа.

## Географическая характеристика
Деревня Авателе расположена на берегу одноимённой бухты, примерно, в 7 км южнее столицы Ниуэ. Ближайший населённый пункт — деревня Тамакаутога, находится в 2 км севернее.
Высота центра деревни над уровнем моря равна 16 м.

## Население
Население, согласно данным переписи населения 2011 года, составляет 139 человек.
| Динамика изменения численности населения Авателе | Динамика изменения численности населения Авателе | Динамика изменения численности населения Авателе | Динамика изменения численности населения Авателе | Динамика изменения численности населения Авателе |
| Год                                              | 1986                                             | 1997                                             | 2006                                             | 2011                                             |
| ------------------------------------------------ | ------------------------------------------------ | ------------------------------------------------ | ------------------------------------------------ | ------------------------------------------------ |
| жителей                                          | 195                                              | 143                                              | 164                                              | 139                                              |